# Гроссманнівська конференція
Гро́ссманнівська конфере́нція (англ. Marcel Grossmann Meeting) — наукові зустрічі (засідання) або конференції, започатковані фізиками-науковцями Ремо Руффіні та Абдусом Саламом у 1975 році і проводяться кожні три роки за участю фізиків та астрономів. Конференцію було названо на вшанування пам'яті про швейцарського математика Марселя Гроссманна.
На цих зустрічах представляються та обговорюються поточні розробки та досягнення в теоретичній та експериментальній загальній теорії відносності, теорії гравітації та релятивістській теорії поля. Також наголошується на математичних основах, фізичних прогнозах та експериментальних дослідженнях. Метою цих зустрічей є сприяння обміну думками між вченими, що, у свою чергу, має поглибити розуміння структури простору-часу та показати стан експериментів, за допомогою яких науковці хочуть перевірити теорію гравітації Альберта Ейнштейна на Землі чи в космосі. Матеріали спочатку публікувались у «North-Holland Publishing Company», а потім у «World Scientific Publishing».
Під час роботи конференції також вручається з 1985 року нагорода Марселя Гроссманна.

## Місця проведення конференцій
Конференції, що проводилися з 1975 до 2021 року, відбулися в таких місцях:
| Рік  | Номер | Місце зустрічі            |
| ---- | ----- | ------------------------- |
| 1975 | MG1   | Трієст                    |
| 1979 | MG2   | Трієст                    |
| 1982 | MG3   | Шанхай                    |
| 1985 | MG4   | Рим                       |
| 1988 | MG5   | Перт (Австралія)          |
| 1991 | MG6   | Кіото                     |
| 1994 | MG7   | Стенфорд (Каліфорнія)     |
| 1997 | MG8   | Єрусалим                  |
| 2000 | MG9   | Рим                       |
| 2003 | MG10  | Ріо-де-Жанейро            |
| 2006 | MG11  | Берлін                    |
| 2009 | MG12  | Париж                     |
| 2012 | MG13  | Стокгольм                 |
| 2015 | MG14  | Рим                       |
| 2018 | MG15  | Рим                       |
| 2021 | MG16  | відбулась у режимі онлайн |